# Американа (Сао Пауло)
Американа (порт. Americana) је општина која се налази у бразилској савезној држави Сао Пауло. Становништво је 229.322 (2015 процењено) на површини од 133,91 km². Првобитно насеље се развило око локалне железничке станице, основане 1875. године, и развоја фабрике ткања памука на оближњој фарми. 
После 1866. године, неколико бивших грађана конфедеративне америчке државе, из Америчког грађанског рата, населило се у регион. Након грађанског рата, ропство је укинуто у Сједињеним Америчким Државама. Међутим, у Бразилу је ропство било легално до 1888. године, што га је чинило посебно привлачним местом за бивше конфедерате, међу којима је био и бивши члан сената државе Алабама, Вилијам Хачинсон Норис.
Град је био познат као Vila dos Americanos (село Американаца) до 1904. године, када је припадао граду Santa Bárbara d'Oeste. Округ је постао 1924. године, а општина 1953.
Американа има неколико музеја и туристичких атракција, укључујући Педагошки историјски музеј и Музеј савремене уметности. 
Клуб Rio Branco Esporte, основан 1913, је фудбалски клуб града. Своје домаће мечеве играју на стадију Décio Vitta, који има максимални капацитет од 15.000 људи. 

## Историја
Први записи о окупацији земље на којој се сада налази Американа потиче из касног 18. века, када је Домингос да Коста Мачадо I стекао крунско имање између данашњег Пирасикаба и данашњег Кампинаса. На том подручју је створено неколико имања, укључујући Салто Гранде и Палмеирас. 
Део имовине продао је Домингос да Коста Мачадо II Антонију Буеносу Рангелу. Након Рангелове смрти, имање је подељено између његових синова Жосеа и Басилија Буеноса Рангела. Део имовине је после продат капетану бразилске армије, Игнасиу Кореји Пачеку, који се сматра оснивачем Американе.  

### Исељавање из поражених Конфедеративних Америчких Држава
Године 1866. регион је почео да буде насељен северноамеричким имигрантима из угашених Конфедеративних Америчких Држава, који су бежали од последица Америчког грађанског рата. Цар Педро II од Бразила био је жестоки заговорник југа током рата и отворено је регрутовао бивше конфедерације, нудећи бесплатан превоз, јефтину земљу и лак пут до држављанства.
Први имигрант који је стигао био је адвокат и бивши државни сенатор из Алабаме, пуковник Вилијам Хачинсон Норис.
Његов задатак је био да истражи и извести о Бразилу, као могућем новом дому за ропство конфедераната који више нису желели да живе у Сједињеним Државама. Његов извештај је био позитиван, а 1867. године остатак његове породице стигао је у Бразил, у пратњи других породица из држава конфедерације. Ове породице су се населиле у региону, доносећи пољопривредне иновације и неку врсту лубенице познате као „џорџијске звечарке“. Између 8.000 и 20.000 бивших конфедерација емигрирало је у Бразил (не сви у овај град). У Бразилу су робови били јефтини, примећено је да је најмање 54 породице купило 536 робова, по доласку у Бразил. 
Године 1875, скоро деценију након доласка имиграната из конфедерације у регион, железничка компанија Сао Паоло завршила је проширење своје главне железнице до града Рио Кларо.
Станица је названа Санта Барбара. Непознат је прецизан податак када је мало село постало град Американа, али познато је да је ово село настало у време инаугурације железничке станице. Стога се Пачеко сматра оснивачем града. Општински празник Американа и даље се обележава 27. август, дан када је железничка станица свечано отворена. 
Мали град формиран око станице назван је град са станице Санта Барбара. Његови становници састојали су се углавном од америчких породица, а град је тако постао популарно познат као град Американаца.
Сличност између службеног назива града и назива суседне општине често је узроковала озбиљне проблеме у комуникацији, попут поште до станице Санта Барбара која се често слала у десет километара удаљену општину Санта Барбара. Да би решили проблем, железничка компанија је 1900. године променила име станице у америчка градска станица. Тада је и сам назив града званично промењен у амерички град.  
 Град обележава годишњи фестивал конфедерације. Застава Конфедеративних Америчких држава је истакнута, мушкарци се облаче у војнике конфедерације, а подржана је и идеологија изгубљеног узрока. Године 2019. и 2020. постоји покрет који се противи употреби заставе конфедерације. 

### Фабрика
Фарму познату као Fazenda Salto Grande купио је американац Клемент Вилмот 1890-их. Основао је прву индустрију у Америци под именом Clement H. Willmot & Cia. Године 1889. фабрика је преименована у фабрику текстила Кариоба. 
Фабрика је упала у финансијске проблеме након укидања ропства 1888. године, а купили су је немачки имигранти који су били чланови породице Мулер. Град Кариоба развио се око фабрике. Немачки имигранти донели су у Кариобу урбанизацију европског стила, што се огледа у стилу њених властелинстава, фабрика, хотела и школа. Катран је тада први пут увезен из Европе у Американу и коришћен за асфалтирање путева. Фабрика је постала основа данашњег индустријског парка Американе.  

### Италијанска имиграција
Жоаким Бури повео је 8. октобра 1887. велику групу италијанских имиграната у Бразил. У Американи су ови италијански имигранти изградили своју прву цркву 1896. године, посвећену светом Антуну Падованским, који је на крају постао заштитник града. Рођен у Португалији, тамо назван Светим Антонијем из Лисабона, светац који је међу три јунска популарна свеца у католичком календару (остали су свети Јован Крститељ и Петар) слави се 13. јуна типичном бразилском храном, молитвама, плесом, пићем и ломачама. 
Иако су имигранти добили подстицаје да дођу у Бразил, посебно након еманципације када се влада бринула да ли ће претворити земљу у „црну“ нацију, Италијани који су пре тога стигли нису изгледа уживали посебне привилегије. Често су живели у четвртима намењеним заробљеним Африканцима који су такође патили од недостатка удобности и здравих услова. Ти имигранти су радили као слуге са ограниченом услугом, отплаћујући дугове фармерима који су платили карте и били експлоатисани, све док систем није обновљен и унапређен. Њихови потомци постали су радници, трговци и професионалци.  

### Посета Елихуа Рута
Године 1906, две године након стварања Distrito de Paz de Villa Americana, општину је посетио Елиху Рут, државни секретар Сједињених Америчких Држава, који је присуствовао и председавао конференцији америчких држава одржаној у Рио де Жанеиру. Након конференције, Рут је посетио друге делове Бразила (попут Арараса) и био обавештен о постојању Американе. Рут је изразио интересовање за посету граду, а Американа га је примила са великом наклоношћу. Био је дирнут како су га дочекали.

### Аутономија
Са променом статуса од села до округа, Американа се брзо развијала. Добили су прву полицију, три уличне расвете, основана је основана школа. Сви ови догађаји навели су локално становништво да се залаже за статус града. 
Године 1922, Вила Американа је била једна од најнапреднијих округа у Кампинасу са 4.500 становника. Започета је борба за промену статуса града, коју су предводили Антонио Лобо и други. Њихови напори су успели 12. новембра 1924. године, када је створена општина Вила Американа, која се састојала од два округа: Вила Американа и Нова Одеса, која је касније постала сопствена општина. 

### Уставничка револуција и економски развој
У време почетка диктатуре Жетулио Варгаса у Бразилу 1930. године, Американа је пролазила кроз дубоку економску трансформацију услед успона тамошње текстилне индустрије. 
Године 1932, за време администрације градоначелника Антонија Занага, избила је побуна позната као уставна револуција против Варгасовог режима. Американа је послала добровољце у ову револуцију, а њих троје, су страдали током борбе. Њихова се жртва у Американи памти до данас. 
Године 1938. градоначелник Занага преименовао је град из Вила Американа у Американа, а због економске трансформације града 31. децембра 1953. године створена је комарка. Године 1959, за време администрације градоначелника Абрахима Абрахама, Нова Одеса је постала аутономна као сопствена општина.  
Између 1960. и 1970. године, брзи развој Американе навео је многе људе да се тамо преселе у потрази за послом. Због његове величине није било довољно места за смештај нових становника, а многи су живели на граници Санта Барбаре и Американе, стварајући оно што је данас познато као источна Санта Барбара. 
Исто се десило и зато што већина становништва није била упозната са локацијом где се једна општина завршава, а где друга. До забуне је дошло јер општинске границе још увек нису у потпуности одређене. Проблем је решен стварањем главне авеније, данас назване авенија пријатељства, која је постала граница раздвајања. 
Истовремено, са овим развојем, створили су се и неки проблеми. Изненадни пораст становништва проузроковао је неравнотежу на јавним рачунима општине која није била спремна за толики број нових становника. 

## Географија

### Локација
Американа се налази у централно-источном региону државе Сао Пауло, југоисточна регија. 
- 124 км од Сао Паула
- 35 км од Кампинаса
- 110 км од Сао Карлоса
- 150 км од Сао Бернардо до Кампо
- 30 км од Пирасикаба
- 15 км од Палунија

### Клима
Американа има тропску климу, са врућим летима и хладним зимама. Средња температура лети је 29 °C, а средња вредност најниже је 18 °C упоредиво са Бостоном. Зими је средња висока температура 22 °C, а средња ниска температура је 10 °C, упоредиво са Орландом. 

## Демографија
Становништво потиче од мешавине Бразилаца и имиграната, углавном Италијана, Португалаца, Немаца и Арапа. Због свог порекла као села које су населили појединци Јужне Америке из конфедерације, добило је име „Американа“, женски облик „Американ“, што на португалском значи било који пореклом из Америке, мада често примењивано само на држављане САД.

## Етничке групе
- 84,6% Белаца
- 12,0% Мешовита раса
- 2,4% Црнци
- 0,8% Азијци
- 0,2% Американци

## Култура

### Позоришта
- Позориште Арена Елис Регина изграђено је 1981. године. Постало је место илегалних активности. Године 2000. започета је реконструкција, тако да је позориште поново отворено 22. септембра 2004. године. Позориште је обновљено са идејом циркуса: истовремено би нудило разне забавне спектакле и активности. Садржи 1100 места, две свлачионице и довољно паркинг места.
- Општинско позориште Лулу Бененцасе или градско позориште Лулу Бененцасе, отворено је 1986. године, заузимајући зграду која је деценијама била место за дружење младих американаца. Од свог отварања служио је као место за разне културне понуде, попут представа и музике, као и различитих друштвених и уметничких програма. Продуценти филма Por Trás do Pano изабрали су позориште за филмску локацију због свог традиционалног изгледа. Садржи 840 места.

### Општинска библиотека
Општинска библиотека основана је 25. октобра 1955. Заузима стару зграду која припада академској групи у близини цркве Санто Антонио. Садржи 41.429 књига о разним општим темама и 9.051 књигу за децу, што укупно износи 50.480 књига (од јуна 1999. године), као и 114 различитих новина и 24.500 часописа, укључујући и дечје. Просечан број посетилаца у 1998. години био је 600 људи, који су углавном долазили поподне. Број његових сарадника од децембра 1998. године износи 31.900 људи. 

### Музеји и културни центри
- Музеј савремене уметности: основан 1978. године, налази се у згради при општинској библиотеци. Садржи 260 уметничких дела савремених уметника, укључујући слике, скулптуре, гравуре, дизајне, фотографије и уметничке инсталације. У музеју су изложене изложбе локалних уметника и уметника из других градова, као и радионице и часови. Такође, садржи библиотеку и одржава годишње национално такмичење које младим уметницима додељује награду за откривање пластичне уметности.

- Историјско-педагошки музеј: налази се на старој фарми познатој као Салто Гранде изграђеној у колонијалном стилу Минаса Жераиса. Смештен на ушћу река Атибаиа и Јагуари, музеј садржи фотографије, мапе, историјске артефакте и машине, намештај и средства за мучење која су се користила током ропства.

### Религија
- Римокатолицизам: Од распада надбискупије Кампинаса 1976. године, Американа је потпадала под католичку бискупију Лимеира. Американа има снажну католичку традицију због утицаја Португалаца-Бразилаца и његових италијанских имиграната, који су први пут почели да пристижу 1887. године. Прва црква у Американи саграђена је средином 1896. године и посвећена светом Антуну Падованском, који је постао заштитник града. У граду се налази једна од највећих католичких цркава у земљи изграђена у неокласичном стилу, Нова црква Светог Антонија највећа је у бискупији.[10]
- Протестантизам и евангелизам: Американа је такође дом припадницима протестантске вероисповести попут презвитеријанаца, методиста, баптиста, адвентиста и култова као што су јеховини сведоци. Досељеници са југа Сједињених Америчких Држава донели су са собом разне обичаје и религије, углавном презвитерског и баптистичког убеђења.

### Спорт
У фудбалу. град представља клуб Rio Branco Esporte, основан 4. августа 1913. Играо је у шампионату Паулиста од 1992. године, а 2009. је испао. 
Некада је играо у серији Ц.
Американа је родни град параолимпијског пливача Данила Бинда Гласера, освајача две бронзане медаље на параолимпијским играма у Сиднеју 2000. и у Атини 2004. године. Такође, и фудбалера Оскара Дос Сантоса, сребрног освајача летњих олимпијских игара у Лондону 2012. године, шампион купа конфедерације 2013, 2011. године играч УЕФА Лиге шампиона, 2012. играч Челсија.
Године 2014. град је био домаћин првог панамеричког првенства у корфболу.